# Edwardsville (Alabama)
Edwardsville é uma cidade  localizada no estado americano do Alabama, no Condado de Cleburne.

## Demografia
Segundo o censo americano de 2000, a sua população era de 186 habitantes.
Em 2006, foi estimada uma população de 194, um aumento de 8 (4.3%).

## Geografia
De acordo com o United States Census Bureau, a localidade tem uma área de 2,5 km², sem área coberta por água.

## Localidades na vizinhança
O diagrama seguinte representa as localidades num raio de 32 km ao redor de Edwardsville.